# Sveti Jakov
Sveti Jakov est une localité de Croatie située sur l'île de Lošinj et dans la municipalité de Mali Lošinj, comitat de Primorje-Gorski Kotar. En 2001, la localité comptait 37 habitants.

## Démographie
| 1948 | 1953 | 1961 | 1971 | 1981 | 1991 | 2001 |
| ---- | ---- | ---- | ---- | ---- | ---- | ---- |
| 210  | 132  | 90   | 50   | 35   | 41   | 37   |